# André Quintão
André Quintão Silva (Belo Horizonte, 5 de agosto de 1964) é um servidor público e político brasileiro do estado de Minas Gerais. Funcionário concursado da prefeitura de Belo Horizonte no cargo de analista de políticas públicas, foi vereador em Belo Horizonte e também deputado estadual em Minas Gerais. É atualmente secretário do Ministério do Desenvolvimento Social.

## Biografia
Com histórico de militância no movimento estudantil na década de 1980, ele é formado em Ciências Sociais pela Universidade Federal de Minas Gerais (UFMG) e em Serviço Social pela Pontifícia Universidade Católica de Minas Gerais (PUC-Minas).
Entre os anos de 1994 a 1996, durante a gestão de Patrus Ananias como Prefeito de Belo Horizonte, André Quintão assumiu o cargo de secretário municipal da Secretaria de Desenvolvimento Social do Município de Belo Horizonte, atuando no processo de implantação da Lei Orgânica de Assistência Social (LOAS) na Capital mineira.
Foi eleito em 1996 para o cargo de vereador de Belo Horizonte, tendo exercido o mandato na Câmara Municipal de 1997 até 2002, quando foi eleito deputado estadual pela primeira vez durante as eleições daquele ano, tendo
Entre 2015 a maio de 2016, exerceu o cargo de secretário estadual da Secretaria de Estado do Trabalho e Desenvolvimento Social (SEDESE) do Estado de Minas Gerais. Durante esse período, ele foi secretário-geral do Conselho de Segurança Alimentar e Nutricional Sustentável (CONSEAS/MG) e foi eleito para exercer pelo período de um ano do cargo de presidente do Fórum Nacional de Secretários Estaduais da Assistência Social (FONSEAS), rede que reúne as 27 secretarias estaduais e distrital do Brasil.
Em 2022, ele foi candidato a vice-governador do estado de Minas Gerais pelo PT na chapa de Alexandre Kalil.
Em 8 de novembro de 2022, foi nomeado para integrar a área de assistência social da Comissão de Transição da Presidência da República junto com Simone Tebet, Márcia Lopes e Tereza Campello. Foi nomeado por Lula secretário do Ministério do Desenvolvimento Social na gestão de Wellington Dias.